# Robinson-Crusoe-Haus

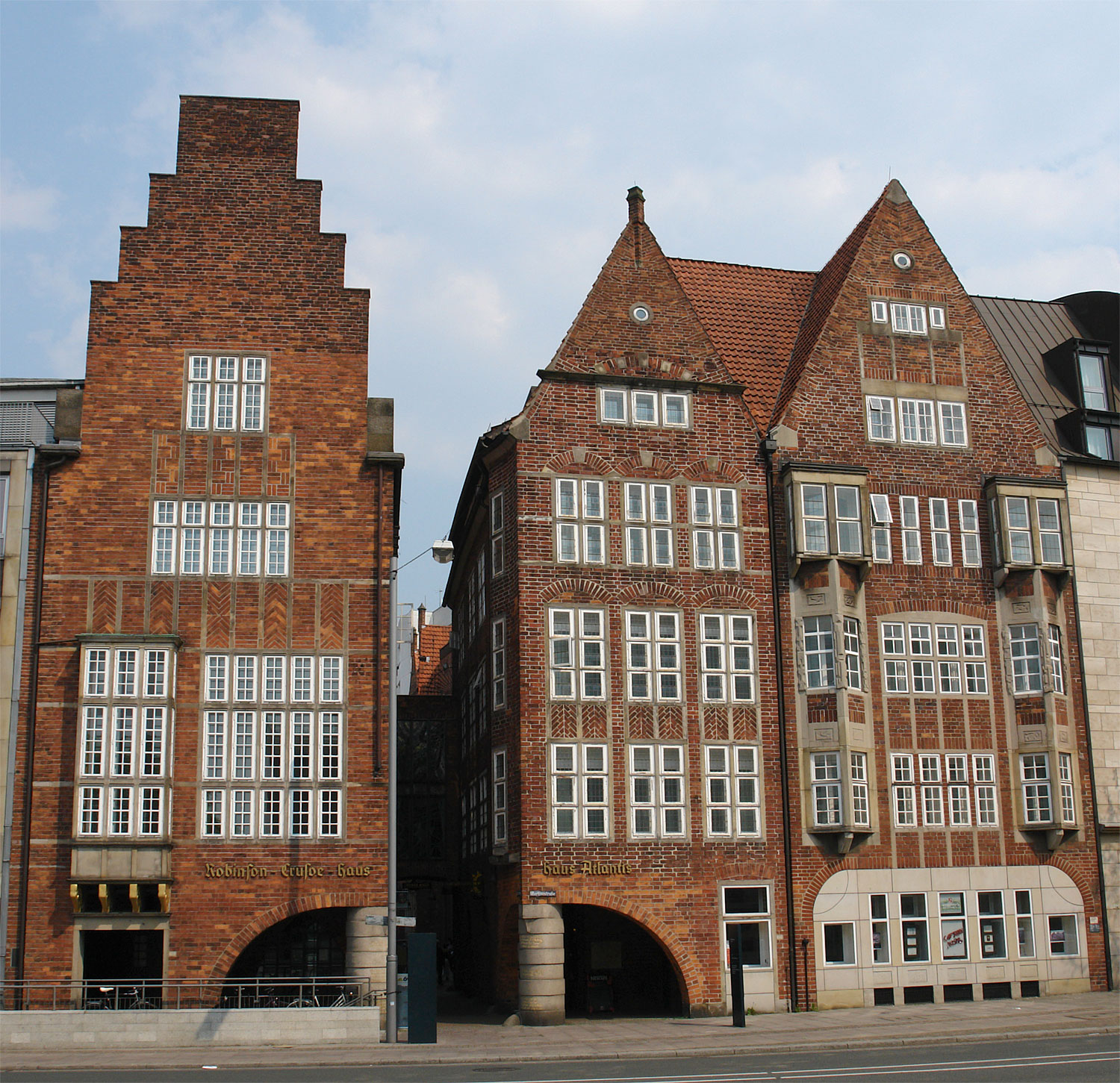
Robinson-Crusoe-Haus (links) und Haus Atlantis, Blick von der Martinistraße

Das Robinson-Crusoe-Haus in der Bremer Böttcherstraße Nr. 1 und Martinistraße Nr. 19 wurde 1931 nach dem Vorentwurf von Ludwig Roselius als das letzte Haus der Straße errichtet. Es zählt zu den interessantesten Zeugnissen deutscher Architektur der Zwischenkriegszeit.
Das Gebäude steht seit 1973 unter Denkmalschutz.

## Geschichte
Am Südende der Böttcherstraße (früher Bötticherstraße) standen um 1900 mehrere zweigeschossige, traufenständige, kleine Lagerhäuser, die baufällig im Zuge der neuen Bebauung an der Böttcherstraße um 1921 abgerissen wurden.
Der Kaffeehändler und Gründer der Firma Kaffee HAG Ludwig Roselius leitete bereits vor dem Ersten Weltkrieg den Ankauf der ersten Grundstücke ein. Er hatte den Senat der Freien Hansestadt Bremen und die baubehördlichen Gremien der Stadt Anfang der 1920er Jahre mit dem Plan überzeugt, in der Nähe des Marktplatzes im Einklang mit der norddeutschen Bautradition eine kleine Kolonie für Künstler und Kleinkunsthandwerker mit Ateliers, Läden und Wohnungen entstehen zu lassen. Nachdem die weiter nördlichen liegenden Grundstücke bereits bebaut waren, konnten die zwei Häuser zur Martinistraße 1931 eingeweiht werden. Mit den Giebelfronten zur Martinistraße schlossen das Robinson-Crusoe-Haus (Links) und das Haus Atlantis die Bebauung der Straße nach Süden ab.
Bis 1944 dienten viele Räumlichkeiten des Robinson-Crusoe-Hauses dem Club zu Bremen für seine Treffen. Der älteste Gesellschaftsclub in Deutschland entstand 1931 durch Zusammenschluss der Bremer Gesellschaft und der 1783 gegründeten Gesellschaft Museum. Neben den Clubräumen (Speisesaal, Bar, Galerie und Scotland-Stube) gab es auch einen Vogeler-Saal im zweiten Obergeschoss, in dem neun Gemälde beispielhaft Heinrich Vogelers künstlerische Entwicklung repräsentierten. Die Halle im Erdgeschoss nutzte zunächst Kaba zur Präsentation des Kakaogetränks, das von Ludwig Roselius erfunden wurde.
Im Oktober 1944 zerstörten Brandbomben fast die gesamte Böttcherstraße. Das Gebäude wurde bis 1954 durch die Kaffee HAG größtenteils in ihrem ursprünglichen Zustand wiederhergestellt.
Heute erinnern im Treppenhaus Tafeln in der Art von Holzschnitt-Druckplatten, die im Zuge des Wiederaufbaus 1954 von Theodor Schultz-Walbaum geschnitzt wurden, an die Geschichte des Hauses.
1979 verkaufte Ludwig Roselius jun. die Kaffee HAG mitsamt der Böttcherstraße an General Foods, bereits 1981 fand durch ihn der Rückkauf der Böttcherstraße statt. 1989 kaufte die Sparkasse Bremen bis auf das Haus Atlantis die gesamte Straße inklusive ihrer Gebäude. 2004 ging die Böttcherstraße in die Stiftung Bremer Sparer-Dank über. Betrieben wird sie durch die Böttcherstraße GmbH, einer Tochter der Finanzholding der Sparkasse in Bremen.
Es befinden sich in diesem Haus die Crusoe-Halle, in der Wechselausstellungen gezeigt werden, sowie Büros und Wohnungen (Stand 2014).

## Name
Die Romanfigur Robinson Crusoe aus dem Roman von Daniel Defoe von 1719 wählte Roselius aus und symbolisierte damit den hanseatischen Tatendrang und Pioniergeist. Zudem war Crusoe der Sohn eines nach England (Hull und dann York) ausgewanderten Bremer Kaufmanns mit dem Namen Kreutzner, der dort zum Wohlstand kam. In englischer Sprechweise wurde bei Robinson aus Kreutzner der Name Crusoe gebildet, so zu lesen am Beginn des Romans.

## Bauwerk
Für das Robinson-Crusoe-Haus hatte Roselius den Vorentwurf geliefert. Sein Hausarchitekt Karl von Weihe griff die skizzenhafte, kleine Zeichnung von Roselius „begeistert“ auf. Tochter Hildegard Roselius schreibt dazu: „Zusammen gestalteten die beiden Freunde das Haus, wie es auch heute wieder neu entstanden ist.“ Die detaillierte Ausarbeitung übernahm die Bauabteilung für die Böttcherstraße unter Leitung von Weihe. Roselius entwarf ein teils an eher konventionellen, historischen niedersächsischen Bauformen angelehntes Haus mit einem modernen und eher expressionistischen Stufengiebel. Die Tochter dazu: „Ich sehe sie noch heute [1954] vor mir, diese Skizze, ein abgerissenes Blatt von einem Notizblock. Und ich sehe noch den Giebel unter den Händen meines Vaters emporwachsen. […] Er zeichnete den Giebel so hoch, als sein Sinn für Proportionen es ihm erlaubte. Dann beendete er die Zeichnung mit einem energischen Querstrich. […] In diesem Querstrich lag sein ganzes Wesen: kontrollierte Energie, Willensklarheit und der Sinn für ein ausgewogenes Maß.“ Der Treppengiebel zur Martinistraße nimmt in neuer Fassung alte Gestaltungselemente bremischer Giebelhäuser auf und gliedert den Giebel durch großformatige Fenstern mit kleinteiliger Sprossung. Dieser Giebel war in seiner originalen Fassung von 1931 deutlich stringenter, als der Giebel nach 1954.
Wie alle Gebäude an der Böttcherstraße prägen die roten Backsteine die Fassaden. Zum Haus Atlantis wird das gemeinsame Arkadenmotiv mit jeweils einer dicken, runden Säule aufgenommen und der Eingang zur Böttcherstraße somit beidseitig markiert.
Inneneinrichtung und Kunst

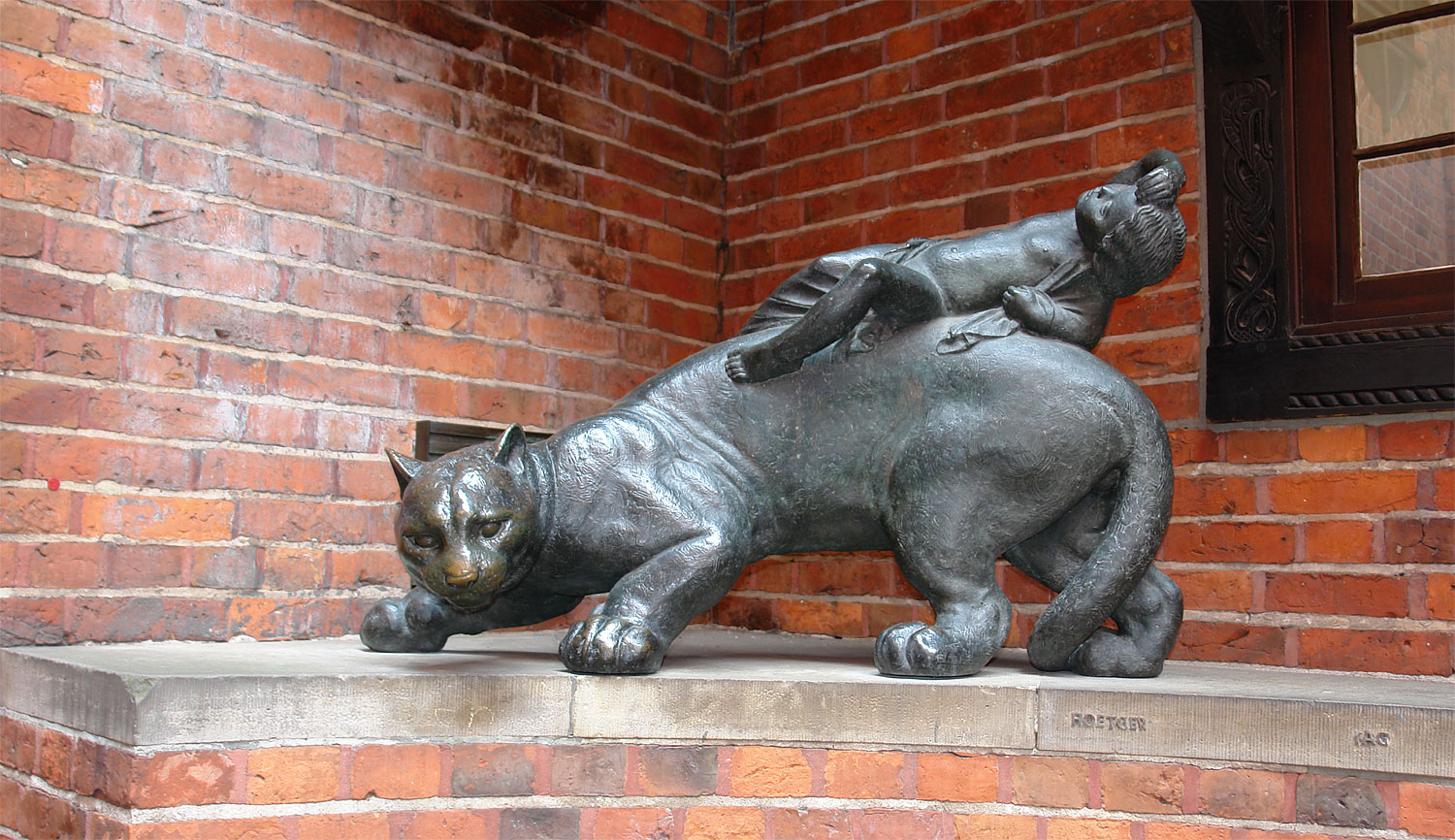
Silberlöwe, den Tag tragend von Hoetger

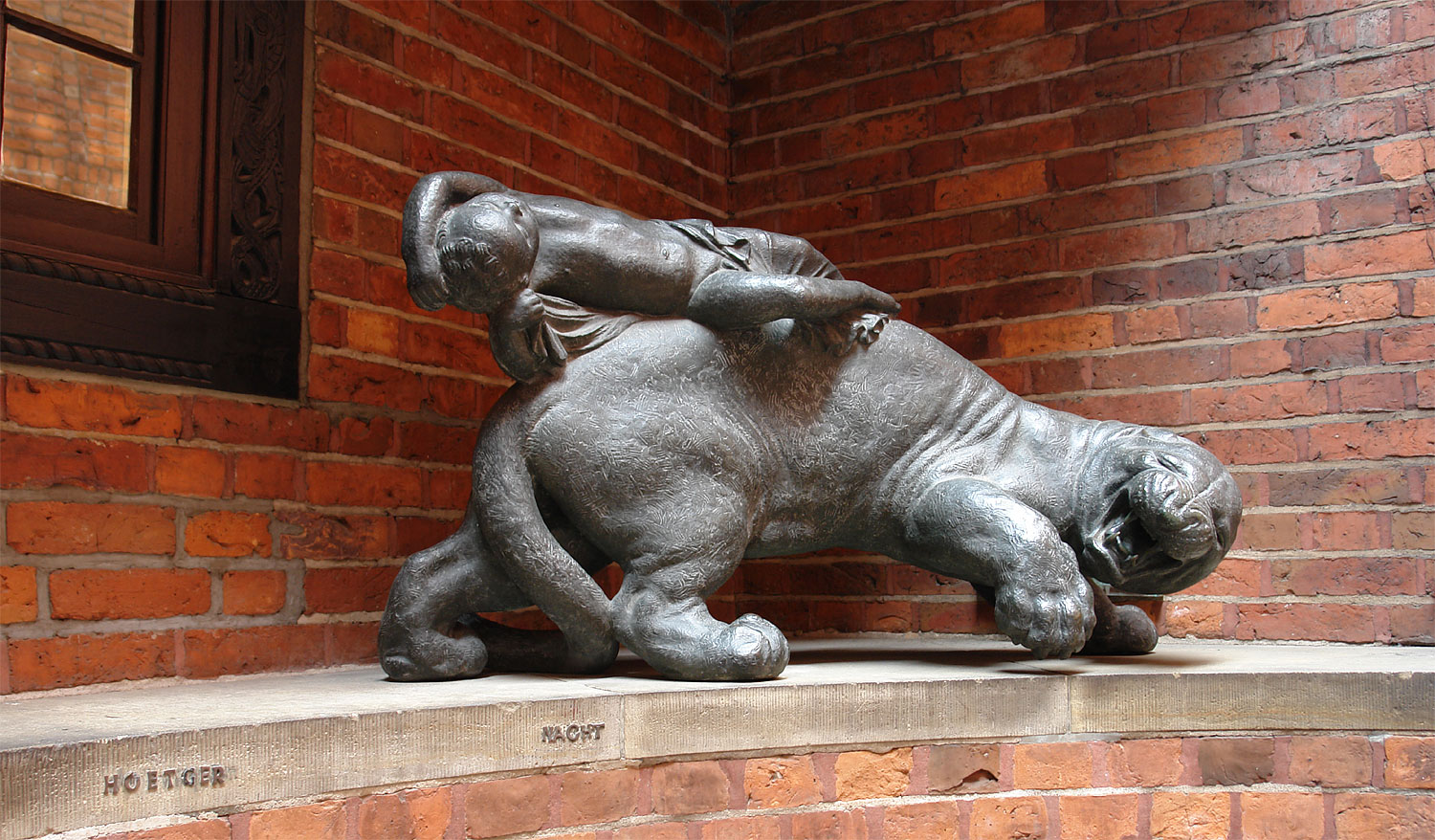
Panther, die Nacht tragend von Hoetger

Die Innenausstattung gestalteten die Architekten Alfred Runge und Eduard Scotland, die bereits zwei andere Häuser in der Böttcherstraße entworfen hatten.
Die Ausstattung des Hauses ging verloren. Als Rest haben sich im Treppenhaus Holztafeln mit Szenen aus der Geschichte von Robinson Crusoe, geschnitzt und koloriert von Theodor Schultz-Walbaum, erhalten.
Bemerkenswert sind die von Bernhard Hoetger gefertigten zwölf farbigen Bleiglasfenster von 1926 im Erdgeschoss und die Bronzefiguren Silberlöwe, den Tag tragend und Panther, die Nacht tragend von 1912.